# Диньеф, Антуан
Антуан Диньеф (нидерл. Antoine Dignef 3 октября 1910, Velm, Лимбург — 9 апреля 1991, Синт-Трёйден, Фламандский регион) — бельгийский профессиональный шоссейный велогонщик в 1932-1940 годах. Призёр в  генеральной классификации и победитель двух этапов на Вуэльта Испании (1935).

## Достижения
1932
4-й Вуэльта Каталонии — Генеральная классификация
1-й — Этапы 2 и 7
1933
3-й Вуэльта Каталонии — Генеральная классификация
1-й — Этап 7
1934
2-й Тур Бельгии — Генеральная классификация
5-й Вуэльта Каталонии — Генеральная классификация
9-й Льеж — Бастонь — Льеж
1935
2-й Париж — Ницца — Генеральная классификация
1-й — Этап 2
3-й Вуэльта Испании — Генеральная классификация
1-й — Этапы 1 и 4
9-й Париж — Рубе
1936
9-й Париж — Ницца — Генеральная классификация
9-й Флеш Валонь
9-й Тур Бельгии — Генеральная классификация
1938
1-й Схелдепрейс
1939
2-й Тур Бельгии — Генеральная классификация
1-й — Этап 3
4-й Тур Люксембурга — Генеральная классификация

## Статистика выступлений

### Гранд-туры
| Гранд-тур                 | 1933 | 1934 | 1935 |
| ------------------------- | ---- | ---- | ---- |
| Джиро д’Италия            | —    | —    | —    |
| Тур де Франс              | 26   | —    | 20   |
| (c 2010 ) Вуэльта Испании | НП   | НП   | 3    |

| —  | Не участвовал               |
| НП | Соревнование не проводилось |
| НФ | Не финишировал              |